# Coraline Vitalis
Coraline Vitalis (Vieux-Habitants, Guadalupe, 9 de mayo de 1995) es una deportista francesa que compite en esgrima, especialista en la modalidad de espada.
Participó en dos Juegos Olímpicos de Verano, en los años 2020 y 2024, obteniendo una medalla de plata en París 2024, en la prueba por equipos (junto con Marie-Florence Candassamy, Auriane Mallo y Alexandra Louis-Marie).
En los Juegos Europeos de Cracovia 2023 consiguió una medalla de oro en la prueba por equipos. Ganó cinco medallas en el Campeonato Europeo de Esgrima entre los años 2017 y 2024.

## Palmarés internacional
| Juegos Olímpicos   | Juegos Olímpicos      | Juegos Olímpicos  | Juegos Olímpicos   |
| Año                | Lugar                 | Medalla           | Prueba             |
| ------------------ | --------------------- | ----------------- | ------------------ |
| 2024               | París (Francia)       | Medalla de plata  | Espada por equipos |
| Juegos Europeos    |                       |                   |                    |
| Año                | Lugar                 | Medalla           | Prueba             |
| 2023               | Cracovia (Polonia)    | Medalla de oro    | Espada por equipos |
| Campeonato Europeo |                       |                   |                    |
| Año                | Lugar                 | Medalla           | Prueba             |
| 2017               | Tiflis (Georgia)      | Medalla de oro    | Espada por equipos |
| 2018               | Novi Sad (Serbia)     | Medalla de oro    | Espada por equipos |
| 2019               | Düsseldorf (Alemania) | Medalla de oro    | Espada individual  |
| 2022               | Antalya (Turquía)     | Medalla de oro    | Espada por equipos |
| 2024               | Basilea (Suiza)       | Medalla de bronce | Espada por equipos |